# Tutti contro tutti (Arrested Development - Ti presento i miei)
Tutti contro tutti (Pilot) è l'episodio pilota della serie televisiva statunitense Arrested Development - Ti presento i miei, trasmesso in prima assoluta sul canale televisivo statunitense Fox il 2 novembre 2003 nella versione originale, e successivamente, doppiato in italiano il 12 maggio 2004 sullo stesso canale televisivo italiano.
L'episodio ha vinto tre Emmy Award e un Artios Award.

## Trama
L'episodio si concentra principalmente sul presentare i vari personaggi della serie: a Los Angeles, Michael Bluth ha organizzato una festa di pensionamento per suo padre su una nave. Suo padre, Oscar Bluth, ha diretto fino ad allora la "Bluth Company", la sua compagnia che si occupa della vendita di case prefabbricate, e Michael spera che sarà proprio lui a dirigerla dopo che Oscar sarà andato in pensione. Sulla nave sono anche presenti George Oscar, chiamato "G.O.B.", fratello di Michael, che vuole diventare un famoso prestigiatore e ha portato alcuni dei suoi trucchi sulla nave, compresa la "tomba azteca", costata 18.000 dollari e pagata con i soldi della Bluth Company. Sono anche presenti Lindsay Bluth, sorella gemella di Michael, che passa il pomeriggio chiacchierando con sua madre Lucille. Della famiglia Bluth manca solo Tobias Funke, il marito di Lindsay, che si trova su una barca di giovani protestanti gay. Tobias si trovava sulla barca dei protestanti per un errore: poco prima infatti si era imbarcato su di essa pensando che i ragazzi fossero degli attori e, dato che il suo più grande sogno era quello di diventare un attore, ha deciso di andare con loro per capire come lavorano.
Durante la cerimonia di "passaggio" comunque Oscar Bluth non dà a Michael il permesso di gestire l'azienda, lo dà invece a sua moglie (e madre di Michael) Lucille. Michael cerca di convincere sua madre a dargli il permesso di dirigere l'azienda, ma lei rifiuta categoricamente, poiché Michael ha scoperto che l'intera famiglia Bluth usufruiva dei soldi della compagnia per il proprio benessere, e quest'ultimo vorrebbe prenderne il comando per riportare il bilancio nella norma. Dopo la festa in onore di Lucille sulla barca però arriva la polizia con un mandato di arresto per Oscar Bluth con l'accusa di truffa aggravata. Dopo che quest'ultimo si nasconde dentro la tomba azteca di G.O.B. e che la polizia lo trova, Oscar viene arrestato.
Michael decide quindi di rimanere in California e cercare di salvare l'azienda di famiglia con l'aiuto di G.O.B., Buster, Tobias e Lindsay contro il volere di sua madre.

## Produzione

### Sviluppo
L'idea di una serie girata con una sola telecamera in movimento in stile falso-documentario ma con una grande vena comica venne a Ron Howard, anche voce narrante di ogni episodio nella versione originale, nel 2002. Più avanti Howard incontrò David Nevins, presidente della Imagine Entertainment, e Katie O'Connell, vice presidente dell'azienda, e due sceneggiatori, tra cui Mitchell Hurwitz. Quest'ultimo propose di creare la serie su una ricca famiglia che si ritrova in un giorno dalle stalle alle stelle. Sia Howard che Nevins furono colpiti dall'idea e diedero il permesso a Hurwitz di scrivere l'episodio pilota per la serie.
La scrittura dell'episodio terminò nel gennaio 2003 e le riprese cominciarono a marzo dello stesso anno.

### Casting
Alia Shawkat, che interpreta Maeby Funke, fu la prima persona ad essere scritturata per una parte della serie. Più avanti Michael Cera (George Michael), Tony Hale (Buster) e Jessica Walter (Lucille) furono scritturati. Jason Bateman (Michael) e Portia de Rossi (Lindsay) dopo le audizioni furono immediatamente ingaggiati. Anche Will Arnett fu subito ingaggiato per aver proposto una versione più da macho di G.O.B. di quanto gli autori si aspettassero. David Cross (Tobias) e Jeffrey Tambor (George Senior) furono gli ultimi ad essere scritturati, in quanto si pensava che dovessero ricoprire solamente ruoli di minore importanza; cosa che più avanti non è successa, diventando anche loro parte del cast principale della serie.

## Critica
Per quanto concerne la critica statunitense, Alessandra Stanley del New York Times ha recensito positivamente l'episodio per la sua comicità "secca", l'impassibilità del narratore e la sua insolita vena satirica. Tim Goodman del San Francisco Chronicle l'ha elogiato per gli stessi motivi oltreché per l'interpretazione di Jason Bateman; ancora Goodman ha aggiunto che la serie è talmente divertente da non poter piacere a tutti, profetizzando che, per questo motivo, non riuscirà a sopravvivere a lungo. La testata TV Guide ha anch'essa recensito il pilot in maniera estremamente positiva, lodando in particolare il suo humour sofisticato e pungente, ciò grazie soprattutto all'uso estremamente frequente di brevi flashback. Anche Robert Bianco di USA Today ha recensito in maniera molto positiva l'episodio, apprezzando soprattutto le interpretazioni del cast, in particolare quella di Bateman; al contrario, ha definito la possibile storia tra Maeby e George Michael oltre le righe e allarmante. Infine Noel Murray di The A.V. Club ha apprezzato l'essere riusciti a inserire, in un pilot di soli 20 minuti, una mole enorme di battute e d'informazioni sulla serie.

## Riconoscimenti
- 2004 - Emmy Award
  - Miglior sceneggiatura per una serie commedia a Mitchell Hurwitz
  - Miglior regia per una serie commedia ad Anthony Russo e Joe Russo
  - Miglior montaggio per una serie commedia a Lee Haxall
  - Nomination Miglior attore non protagonista per una serie commedia a Jeffrey Tambor
  - Nomination Miglior direzione tecnica per una serie TV a Denny Dugally, Charisse Cardenas ed Ellen Brill

- 2004 - Artios Award
  - Miglior casting per un episodio pilota di una serie TV a Deborah Barylski